# Gaio Avidio Nigrino
Gaio Avidio Nigrino (Gaius Avidius Nigrinus; Faenza, ... – Faenza, 118) è stato un magistrato, politico militare romano, console suffetto nel 110 durante il principato di Traiano, di cui era un parente.

## Biografia

### Origini famigliari
La sua famiglia era di Faventia (Faenza) della Regio VIII Aemilia, dove era nato. Suo padre, Gaio Avidio Nigrino fu proconsole di Acaia sotto Domiziano, forse nel 95. Suo zio, Tito Avidio Quieto fu legatus Augusti pro praetore in Tracia nell'82, poi console suffetto nel 93 e governatore della Britannia tra il 97 e il 100, e il cugino omonimo dello zio fu console suffetto nel 111 e proconsole d'Asia nel 125/126.
Plutarco riferisce più volte di essere stato amico di suo zio e suo padre, a cui dedicò una delle sue opere morali, «Sull'amicizia fraterna»: 
(Plutarco, Moralia -  De fraterno amore.)
La sua famiglia ebbe anche buoni rapporti con Gaio Plinio Cecilio Secondo.
Ebbe una figlia, Avidia, mentre la sua seconda moglie Plauzia potrebbe essere l'ex moglie di Lucio Ceionio Commodo, console nel 106.
Avidia sposò Lucio Ceionio Commodo, figlio del console del 106, più tardi noto con il nome di Lucio Elio Cesare, che divenne il figlio adottivo dell'imperatore Adriano e morì pochi mesi prima del padre adottivo.
Tuttavia, il figlio di quest'ultimo, Lucio Aurelio Vero, divenne imperatore (tra il 161 e il 169), insieme a Marco Aurelio, che gli fu superiore però in auctoritas. Avidio Nigrino ebbe oltre a Vero, altri giovani nipoti come Caius Avidius Ceionius Commodus e due sorelle, Ceionia Fabia e Ceionia Plautia.

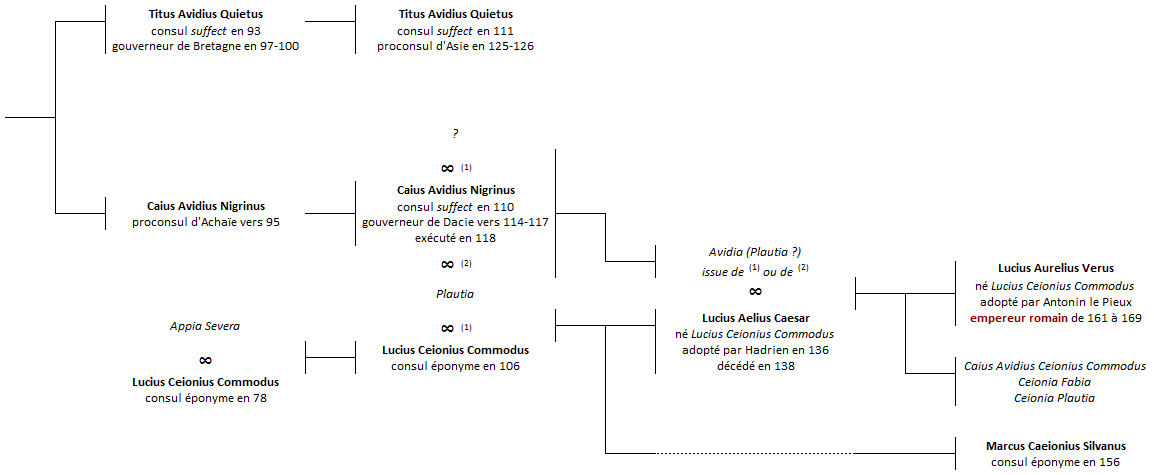
Gli Avidii e i Ceionii all'epoca della dinastia dei Flavi e degli Antonini (albero genealogico non esaustivo).

### Carriera politica

La provincia della Dacia, dove Nigrino operò contro Iazigi, Roxolani e Daci liberi.

Avidio Nigrino fu amico di lunga data dell'imperatore romano, Traiano, e della sua famiglia (gens Ulpia). Servi l'imperatore come tribuno della plebe nel 105, poi come suo legatus in Acaia, dove probabilmente partecipò alla riorganizzazione dell'amministrazione della provincia in difficoltà finanziaria. Sembra, inoltre, che sia stato promosso, subito dopo, proconsole della stessa provincia (governatore provinciale romano).
Ottenne quindi il consolato, come suffetto, nel 110. E prima della fine dell'anno, venne inviato a Delfi per una missione speciale, come membro di un comitato consultivo per aiutare il politico e storico Arriano nella risoluzione delle dispute di confine fra il territorio sacro di Delfi e le città limitrofe. Essa doveva prendere una decisione sulla base delle sentenze precedenti, dopo aver visitato il sito e ascoltato le parti in causa. Questo evento fu registrato a Delfi, dove ci sono iscrizioni onorifiche, dedicate a Nigrino in lingua greca e latina..
In seguito ottenne il governo della provincia d'Acaia (come proconsole, nel 112) e poi della Dacia (come legatus Augusti pro praetore), a partire dal 113/114 fino alla morte di Traiano nel 117. La provincia rimase sotto scacco delle continue incursioni da parte della genti sarmati di Iazigi (ad occidente) e Roxolani (ad oriente) nonché dei Daci liberi, tanto che Gaio Giulio Quadrato Basso fu inviato nell'estate del 117 in suo soccorso, con l'aggiunta della legio XIV Gemina.
Era considerato uno dei migliori membri del Senato, e quindi un degno avversario nella corsa alla porpora imperiale alla successione di Traiano, e che fu poi di Adriano. Per ordine del Senato, Avidio Nigrino e altri presunti cospiratori furono giustiziati, tra questi Lucio Publilio Celso (console nel 113), Aulo Cornelio Palma Frontoniano (console nel 99 e nel 109) e Lusio Quieto (il braccio destro di Traiano durante la conquista della Dacia e poi governatore della Giudea), perché sospettati di aver attentato la vita del nuovo imperatore o per aver aspirato al trono. Adriano, che si trovava ancora in Siria negò di aver ordinato le esecuzioni di questi quattro influenti senatori. Dietro a questo progetto sembra vi fosse il prefetto del Pretorio, Publio Acilio Attiano. Questi omicidi crearono un notevole danno d'immagine alla popolarità di Adriano, tanto che Attiano fu costretto a dimettersi dalla carica di prefetto (da sempre riservato all'ordine equestre, ed ora affidato ad un senatore, Tito Flavio Longino Marzio Turbone). Avidio Nigrino venne giustiziato nella città natale di Faenza, nel 118. Questo non impedì ad Adriano di adottare suo figlioccio nel 136, per diventarne il suo successore.

## Albero genealogico
Antinoo, nella sua qualità di amasio e favorito dell'imperatore in carica, viene a trovarsi esattamente al centro di quella che è la prima parte della cronologia riguardante la cosiddetta dinastia dei nerva-antonini o degli imperatori adottivi, che inizia con Nerva nel 96 per concludersi con Commodo nel 192; mentre in linea diretta la discendenza arriva, dopo la dinastia dei Severi, fino a Gordiano III nel 244.
- (1) = 1° coniuge
- (2) = 2° coniuge (non mostrato)
- (3) = 3° coniuge
- Il colore viola indica l'imperatore romano della dinastia dei nerva-antonini; il rosa scuro indica l'erede imperiale designato, ma che non arrivò mai al trono.
- Le linee tratteggiate larghe indicano l'adozione; le linee tratteggiate strette indicano relazioni amorose fuori dal matrimonio.

|                                  |                                  |                                  |                                  |                                  |                                  |                         |                         |                               |                               |                               |                               |                               |                               |                               |                               |                               |                               |                               |                               |                               |                               |                               |                               |                               |                               |                             |                             |                             |                             |                          |                          |                                |                                |                                |                                |                                |                                |                   |                   |                               |                               |                               |                               |                               |                               |                             |                             |                               |                               |                               |                               |                               |                               |                          |                          |                           |                           |                                 |                                 |                                 |                                 |                                 |                                 |                       |                       |                            |                            |                            |                            |                             |                             |                             |                             |                             |                             |                            |                            |                            |                            |                     |                     |  |  |  |  |
|                                  |                                  |                                  |                                  |                                  |                                  |                         |                         |                               |                               |                               |                               |                               |                               |                               |                               |                               |                               |                               |                               |                               |                               |                               |                               |                               |                               |                             |                             |                             |                             |                          |                          |                                |                                |                                |                                |                                |                                |                   |                   |                               |                               |                               |                               |                               |                               |                             |                             |                               |                               |                               |                               |                               |                               |                          |                          |                           |                           |                                 |                                 |                                 |                                 |                                 |                                 |                       |                       |                            |                            |                            |                            |                             |                             |                             |                             |                             |                             |                            |                            |                            |                            |                     |                     |  |  |  |  |
| Quinto Marcio Barea Sorano       | Quinto Marcio Barea Sorano       | Quinto Marcio Barea Sorano       | Quinto Marcio Barea Sorano       | Quinto Marcio Barea Sorano       | Quinto Marcio Barea Sorano       |                         |                         | Quinto Marcio Barea Sura      | Quinto Marcio Barea Sura      | Quinto Marcio Barea Sura      | Quinto Marcio Barea Sura      | Quinto Marcio Barea Sura      | Quinto Marcio Barea Sura      |                               |                               | Antonia Furnilla              | Antonia Furnilla              | Antonia Furnilla              | Antonia Furnilla              | Antonia Furnilla              | Antonia Furnilla              |                               |                               |                               |                               |                             |                             |                             |                             |                          |                          | Marco Cocceio Nerva (giurista) | Marco Cocceio Nerva (giurista) | Marco Cocceio Nerva (giurista) | Marco Cocceio Nerva (giurista) | Marco Cocceio Nerva (giurista) | Marco Cocceio Nerva (giurista) |                   |                   | Sergia Plautilla              | Sergia Plautilla              | Sergia Plautilla              | Sergia Plautilla              | Sergia Plautilla              | Sergia Plautilla              |                             |                             |                               |                               |                               |                               |                               |                               |                          |                          |                           |                           |                                 |                                 | P. Aelius Hadrianus             | P. Aelius Hadrianus             | P. Aelius Hadrianus             | P. Aelius Hadrianus             | P. Aelius Hadrianus   | P. Aelius Hadrianus   |                            |                            |                            |                            |                             |                             |                             |                             |                             |                             |                            |                            |                            |                            |                     |                     |  |  |  |  |
| Quinto Marcio Barea Sorano       | Quinto Marcio Barea Sorano       | Quinto Marcio Barea Sorano       | Quinto Marcio Barea Sorano       | Quinto Marcio Barea Sorano       | Quinto Marcio Barea Sorano       |                         |                         | Quinto Marcio Barea Sura      | Quinto Marcio Barea Sura      | Quinto Marcio Barea Sura      | Quinto Marcio Barea Sura      | Quinto Marcio Barea Sura      | Quinto Marcio Barea Sura      |                               |                               | Antonia Furnilla              | Antonia Furnilla              | Antonia Furnilla              | Antonia Furnilla              | Antonia Furnilla              | Antonia Furnilla              |                               |                               |                               |                               |                             |                             |                             |                             |                          |                          | Marco Cocceio Nerva (giurista) | Marco Cocceio Nerva (giurista) | Marco Cocceio Nerva (giurista) | Marco Cocceio Nerva (giurista) | Marco Cocceio Nerva (giurista) | Marco Cocceio Nerva (giurista) |                   |                   | Sergia Plautilla              | Sergia Plautilla              | Sergia Plautilla              | Sergia Plautilla              | Sergia Plautilla              | Sergia Plautilla              |                             |                             |                               |                               |                               |                               |                               |                               |                          |                          |                           |                           |                                 |                                 | P. Aelius Hadrianus             | P. Aelius Hadrianus             | P. Aelius Hadrianus             | P. Aelius Hadrianus             | P. Aelius Hadrianus   | P. Aelius Hadrianus   |                            |                            |                            |                            |                             |                             |                             |                             |                             |                             |                            |                            |                            |                            |                     |                     |  |  |  |  |
|                                  |                                  |                                  |                                  |                                  |                                  |                         |                         |                               |                               |                               |                               |                               |                               |                               |                               |                               |                               |                               |                               |                               |                               |                               |                               |                               |                               |                             |                             |                             |                             |                          |                          |                                |                                |                                |                                |                                |                                |                   |                   |                               |                               |                               |                               |                               |                               |                             |                             |                               |                               |                               |                               |                               |                               |                          |                          |                           |                           |                                 |                                 |                                 |                                 |                                 |                                 |                       |                       |                            |                            |                            |                            |                             |                             |                             |                             |                             |                             |                            |                            |                            |                            |                     |                     |  |  |  |  |
|                                  |                                  |                                  |                                  |                                  |                                  |                         |                         |                               |                               |                               |                               |                               |                               |                               |                               |                               |                               |                               |                               |                               |                               |                               |                               |                               |                               |                             |                             |                             |                             |                          |                          |                                |                                |                                |                                |                                |                                |                   |                   |                               |                               |                               |                               |                               |                               |                             |                             |                               |                               |                               |                               |                               |                               |                          |                          |                           |                           |                                 |                                 |                                 |                                 |                                 |                                 |                       |                       |                            |                            |                            |                            |                             |                             |                             |                             |                             |                             |                            |                            |                            |                            |                     |                     |  |  |  |  |
| Tito (imperatore) (r. 79-81)     | Tito (imperatore) (r. 79-81)     | Tito (imperatore) (r. 79-81)     | Tito (imperatore) (r. 79-81)     | Tito (imperatore) (r. 79-81)     | Tito (imperatore) (r. 79-81)     |                         |                         | Marcia Furnilla               | Marcia Furnilla               | Marcia Furnilla               | Marcia Furnilla               | Marcia Furnilla               | Marcia Furnilla               |                               |                               | Marcia (madre di Traiano)     | Marcia (madre di Traiano)     | Marcia (madre di Traiano)     | Marcia (madre di Traiano)     | Marcia (madre di Traiano)     | Marcia (madre di Traiano)     |                               |                               | Marco Ulpio Traiano (padre)   | Marco Ulpio Traiano (padre)   | Marco Ulpio Traiano (padre) | Marco Ulpio Traiano (padre) | Marco Ulpio Traiano (padre) | Marco Ulpio Traiano (padre) |                          |                          |                                |                                |                                |                                | Nerva (r. 96–98)               | Nerva (r. 96–98)               | Nerva (r. 96–98)  | Nerva (r. 96–98)  | Nerva (r. 96–98)              | Nerva (r. 96–98)              |                               |                               |                               |                               |                             |                             | Ulpia (nonna di Adriano)      | Ulpia (nonna di Adriano)      | Ulpia (nonna di Adriano)      | Ulpia (nonna di Adriano)      | Ulpia (nonna di Adriano)      | Ulpia (nonna di Adriano)      |                          |                          | Elio Adriano Marullino    | Elio Adriano Marullino    | Elio Adriano Marullino          | Elio Adriano Marullino          | Elio Adriano Marullino          | Elio Adriano Marullino          |                                 |                                 |                       |                       |                            |                            |                            |                            |                             |                             |                             |                             |                             |                             |                            |                            |                            |                            |                     |                     |  |  |  |  |
| Tito (imperatore) (r. 79-81)     | Tito (imperatore) (r. 79-81)     | Tito (imperatore) (r. 79-81)     | Tito (imperatore) (r. 79-81)     | Tito (imperatore) (r. 79-81)     | Tito (imperatore) (r. 79-81)     |                         |                         | Marcia Furnilla               | Marcia Furnilla               | Marcia Furnilla               | Marcia Furnilla               | Marcia Furnilla               | Marcia Furnilla               |                               |                               | Marcia (madre di Traiano)     | Marcia (madre di Traiano)     | Marcia (madre di Traiano)     | Marcia (madre di Traiano)     | Marcia (madre di Traiano)     | Marcia (madre di Traiano)     |                               |                               | Marco Ulpio Traiano (padre)   | Marco Ulpio Traiano (padre)   | Marco Ulpio Traiano (padre) | Marco Ulpio Traiano (padre) | Marco Ulpio Traiano (padre) | Marco Ulpio Traiano (padre) |                          |                          |                                |                                |                                |                                | Nerva (r. 96–98)               | Nerva (r. 96–98)               | Nerva (r. 96–98)  | Nerva (r. 96–98)  | Nerva (r. 96–98)              | Nerva (r. 96–98)              |                               |                               |                               |                               |                             |                             | Ulpia (nonna di Adriano)      | Ulpia (nonna di Adriano)      | Ulpia (nonna di Adriano)      | Ulpia (nonna di Adriano)      | Ulpia (nonna di Adriano)      | Ulpia (nonna di Adriano)      |                          |                          | Elio Adriano Marullino    | Elio Adriano Marullino    | Elio Adriano Marullino          | Elio Adriano Marullino          | Elio Adriano Marullino          | Elio Adriano Marullino          |                                 |                                 |                       |                       |                            |                            |                            |                            |                             |                             |                             |                             |                             |                             |                            |                            |                            |                            |                     |                     |  |  |  |  |
|                                  |                                  |                                  |                                  |                                  |                                  |                         |                         |                               |                               |                               |                               |                               |                               |                               |                               |                               |                               |                               |                               |                               |                               |                               |                               |                               |                               |                             |                             |                             |                             |                          |                          |                                |                                |                                |                                |                                |                                |                   |                   |                               |                               |                               |                               |                               |                               |                             |                             |                               |                               |                               |                               |                               |                               |                          |                          |                           |                           |                                 |                                 |                                 |                                 |                                 |                                 |                       |                       |                            |                            |                            |                            |                             |                             |                             |                             |                             |                             |                            |                            |                            |                            |                     |                     |  |  |  |  |
|                                  |                                  |                                  |                                  |                                  |                                  |                         |                         |                               |                               |                               |                               |                               |                               |                               |                               |                               |                               |                               |                               |                               |                               |                               |                               |                               |                               |                             |                             |                             |                             |                          |                          |                                |                                |                                |                                |                                |                                |                   |                   |                               |                               |                               |                               |                               |                               |                             |                             |                               |                               |                               |                               |                               |                               |                          |                          |                           |                           |                                 |                                 |                                 |                                 |                                 |                                 |                       |                       |                            |                            |                            |                            |                             |                             |                             |                             |                             |                             |                            |                            |                            |                            |                     |                     |  |  |  |  |
|                                  |                                  |                                  |                                  | Giulia (figlia di Tito)          | Giulia (figlia di Tito)          | Giulia (figlia di Tito) | Giulia (figlia di Tito) | Giulia (figlia di Tito)       | Giulia (figlia di Tito)       |                               |                               | Ulpia Marciana                | Ulpia Marciana                | Ulpia Marciana                | Ulpia Marciana                | Ulpia Marciana                | Ulpia Marciana                |                               |                               | Gaio Salonio Matidio Patruino | Gaio Salonio Matidio Patruino | Gaio Salonio Matidio Patruino | Gaio Salonio Matidio Patruino | Gaio Salonio Matidio Patruino | Gaio Salonio Matidio Patruino |                             |                             | Traiano (r. 98–117)         | Traiano (r. 98–117)         | Traiano (r. 98–117)      | Traiano (r. 98–117)      | Traiano (r. 98–117)            | Traiano (r. 98–117)            |                                |                                | Plotina                        | Plotina                        | Plotina           | Plotina           | Plotina                       | Plotina                       |                               |                               | Publio Acilio Attiano         | Publio Acilio Attiano         | Publio Acilio Attiano       | Publio Acilio Attiano       | Publio Acilio Attiano         | Publio Acilio Attiano         |                               |                               | Publio Elio Adriano Afro      | Publio Elio Adriano Afro      | Publio Elio Adriano Afro | Publio Elio Adriano Afro | Publio Elio Adriano Afro  | Publio Elio Adriano Afro  |                                 |                                 | Domizia Paolina                 | Domizia Paolina                 | Domizia Paolina                 | Domizia Paolina                 | Domizia Paolina       | Domizia Paolina       |                            |                            |                            |                            |                             |                             |                             |                             | Lucio Giulio Urso Serviano  | Lucio Giulio Urso Serviano  | Lucio Giulio Urso Serviano | Lucio Giulio Urso Serviano | Lucio Giulio Urso Serviano | Lucio Giulio Urso Serviano |                     |                     |  |  |  |  |
|                                  |                                  |                                  |                                  | Giulia (figlia di Tito)          | Giulia (figlia di Tito)          | Giulia (figlia di Tito) | Giulia (figlia di Tito) | Giulia (figlia di Tito)       | Giulia (figlia di Tito)       |                               |                               | Ulpia Marciana                | Ulpia Marciana                | Ulpia Marciana                | Ulpia Marciana                | Ulpia Marciana                | Ulpia Marciana                |                               |                               | Gaio Salonio Matidio Patruino | Gaio Salonio Matidio Patruino | Gaio Salonio Matidio Patruino | Gaio Salonio Matidio Patruino | Gaio Salonio Matidio Patruino | Gaio Salonio Matidio Patruino |                             |                             | Traiano (r. 98–117)         | Traiano (r. 98–117)         | Traiano (r. 98–117)      | Traiano (r. 98–117)      | Traiano (r. 98–117)            | Traiano (r. 98–117)            |                                |                                | Plotina                        | Plotina                        | Plotina           | Plotina           | Plotina                       | Plotina                       |                               |                               | Publio Acilio Attiano         | Publio Acilio Attiano         | Publio Acilio Attiano       | Publio Acilio Attiano       | Publio Acilio Attiano         | Publio Acilio Attiano         |                               |                               | Publio Elio Adriano Afro      | Publio Elio Adriano Afro      | Publio Elio Adriano Afro | Publio Elio Adriano Afro | Publio Elio Adriano Afro  | Publio Elio Adriano Afro  |                                 |                                 | Domizia Paolina                 | Domizia Paolina                 | Domizia Paolina                 | Domizia Paolina                 | Domizia Paolina       | Domizia Paolina       |                            |                            |                            |                            |                             |                             |                             |                             | Lucio Giulio Urso Serviano  | Lucio Giulio Urso Serviano  | Lucio Giulio Urso Serviano | Lucio Giulio Urso Serviano | Lucio Giulio Urso Serviano | Lucio Giulio Urso Serviano |                     |                     |  |  |  |  |
|                                  |                                  |                                  |                                  |                                  |                                  |                         |                         |                               |                               |                               |                               |                               |                               |                               |                               |                               |                               |                               |                               |                               |                               |                               |                               |                               |                               |                             |                             |                             |                             |                          |                          |                                |                                |                                |                                |                                |                                |                   |                   |                               |                               |                               |                               |                               |                               |                             |                             |                               |                               |                               |                               |                               |                               |                          |                          |                           |                           |                                 |                                 |                                 |                                 |                                 |                                 |                       |                       |                            |                            |                            |                            |                             |                             |                             |                             |                             |                             |                            |                            |                            |                            |                     |                     |  |  |  |  |
|                                  |                                  |                                  |                                  |                                  |                                  |                         |                         |                               |                               |                               |                               |                               |                               |                               |                               |                               |                               |                               |                               |                               |                               |                               |                               |                               |                               |                             |                             |                             |                             |                          |                          |                                |                                |                                |                                |                                |                                |                   |                   |                               |                               |                               |                               |                               |                               |                             |                             |                               |                               |                               |                               |                               |                               |                          |                          |                           |                           |                                 |                                 |                                 |                                 |                                 |                                 |                       |                       |                            |                            |                            |                            |                             |                             |                             |                             |                             |                             |                            |                            |                            |                            |                     |                     |  |  |  |  |
| Lucio Mindio (2)                 | Lucio Mindio (2)                 | Lucio Mindio (2)                 | Lucio Mindio (2)                 | Lucio Mindio (2)                 | Lucio Mindio (2)                 |                         |                         | Libo Rupilio Frugi (3)        | Libo Rupilio Frugi (3)        | Libo Rupilio Frugi (3)        | Libo Rupilio Frugi (3)        | Libo Rupilio Frugi (3)        | Libo Rupilio Frugi (3)        |                               |                               | Salonina Matidia              | Salonina Matidia              | Salonina Matidia              | Salonina Matidia              | Salonina Matidia              | Salonina Matidia              |                               |                               | Lucio Vibio Sabino (1)        | Lucio Vibio Sabino (1)        | Lucio Vibio Sabino (1)      | Lucio Vibio Sabino (1)      | Lucio Vibio Sabino (1)      | Lucio Vibio Sabino (1)      |                          |                          |                                |                                |                                |                                |                                |                                | Antinoo           | Antinoo           | Antinoo                       | Antinoo                       | Antinoo                       | Antinoo                       |                               |                               | Adriano (r. 117–138)        | Adriano (r. 117–138)        | Adriano (r. 117–138)          | Adriano (r. 117–138)          | Adriano (r. 117–138)          | Adriano (r. 117–138)          |                               |                               |                          |                          |                           |                           |                                 |                                 |                                 |                                 |                                 |                                 | Elia Domizia Paulina  | Elia Domizia Paulina  | Elia Domizia Paulina       | Elia Domizia Paulina       | Elia Domizia Paulina       | Elia Domizia Paulina       |                             |                             |                             |                             |                             |                             |                            |                            |                            |                            |                     |                     |  |  |  |  |
| Lucio Mindio (2)                 | Lucio Mindio (2)                 | Lucio Mindio (2)                 | Lucio Mindio (2)                 | Lucio Mindio (2)                 | Lucio Mindio (2)                 |                         |                         | Libo Rupilio Frugi (3)        | Libo Rupilio Frugi (3)        | Libo Rupilio Frugi (3)        | Libo Rupilio Frugi (3)        | Libo Rupilio Frugi (3)        | Libo Rupilio Frugi (3)        |                               |                               | Salonina Matidia              | Salonina Matidia              | Salonina Matidia              | Salonina Matidia              | Salonina Matidia              | Salonina Matidia              |                               |                               | Lucio Vibio Sabino (1)        | Lucio Vibio Sabino (1)        | Lucio Vibio Sabino (1)      | Lucio Vibio Sabino (1)      | Lucio Vibio Sabino (1)      | Lucio Vibio Sabino (1)      |                          |                          |                                |                                |                                |                                |                                |                                | Antinoo           | Antinoo           | Antinoo                       | Antinoo                       | Antinoo                       | Antinoo                       |                               |                               | Adriano (r. 117–138)        | Adriano (r. 117–138)        | Adriano (r. 117–138)          | Adriano (r. 117–138)          | Adriano (r. 117–138)          | Adriano (r. 117–138)          |                               |                               |                          |                          |                           |                           |                                 |                                 |                                 |                                 |                                 |                                 | Elia Domizia Paulina  | Elia Domizia Paulina  | Elia Domizia Paulina       | Elia Domizia Paulina       | Elia Domizia Paulina       | Elia Domizia Paulina       |                             |                             |                             |                             |                             |                             |                            |                            |                            |                            |                     |                     |  |  |  |  |
|                                  |                                  |                                  |                                  |                                  |                                  |                         |                         |                               |                               |                               |                               |                               |                               |                               |                               |                               |                               |                               |                               |                               |                               |                               |                               |                               |                               |                             |                             |                             |                             |                          |                          |                                |                                |                                |                                |                                |                                |                   |                   |                               |                               |                               |                               |                               |                               |                             |                             |                               |                               |                               |                               |                               |                               |                          |                          |                           |                           |                                 |                                 |                                 |                                 |                                 |                                 |                       |                       |                            |                            |                            |                            |                             |                             |                             |                             |                             |                             |                            |                            |                            |                            |                     |                     |  |  |  |  |
|                                  |                                  |                                  |                                  |                                  |                                  |                         |                         |                               |                               |                               |                               |                               |                               |                               |                               |                               |                               |                               |                               |                               |                               |                               |                               |                               |                               |                             |                             |                             |                             |                          |                          |                                |                                |                                |                                |                                |                                |                   |                   |                               |                               |                               |                               |                               |                               |                             |                             |                               |                               |                               |                               |                               |                               |                          |                          |                           |                           |                                 |                                 |                                 |                                 |                                 |                                 |                       |                       |                            |                            |                            |                            |                             |                             |                             |                             |                             |                             |                            |                            |                            |                            |                     |                     |  |  |  |  |
|                                  |                                  |                                  |                                  | Vibia Matidia                    | Vibia Matidia                    | Vibia Matidia           | Vibia Matidia           | Vibia Matidia                 | Vibia Matidia                 |                               |                               |                               |                               |                               |                               |                               |                               |                               |                               |                               |                               |                               |                               |                               |                               |                             |                             |                             |                             |                          |                          | Gaio Svetonio Tranquillo       | Gaio Svetonio Tranquillo       | Gaio Svetonio Tranquillo       | Gaio Svetonio Tranquillo       | Gaio Svetonio Tranquillo       | Gaio Svetonio Tranquillo       |                   |                   | Vibia Sabina                  | Vibia Sabina                  | Vibia Sabina                  | Vibia Sabina                  | Vibia Sabina                  | Vibia Sabina                  |                             |                             |                               |                               |                               |                               |                               |                               |                          |                          |                           |                           |                                 |                                 |                                 |                                 |                                 |                                 |                       |                       |                            |                            |                            |                            |                             |                             |                             |                             |                             |                             |                            |                            |                            |                            |                     |                     |  |  |  |  |
|                                  |                                  |                                  |                                  | Vibia Matidia                    | Vibia Matidia                    | Vibia Matidia           | Vibia Matidia           | Vibia Matidia                 | Vibia Matidia                 |                               |                               |                               |                               |                               |                               |                               |                               |                               |                               |                               |                               |                               |                               |                               |                               |                             |                             |                             |                             |                          |                          | Gaio Svetonio Tranquillo       | Gaio Svetonio Tranquillo       | Gaio Svetonio Tranquillo       | Gaio Svetonio Tranquillo       | Gaio Svetonio Tranquillo       | Gaio Svetonio Tranquillo       |                   |                   | Vibia Sabina                  | Vibia Sabina                  | Vibia Sabina                  | Vibia Sabina                  | Vibia Sabina                  | Vibia Sabina                  |                             |                             |                               |                               |                               |                               |                               |                               |                          |                          |                           |                           |                                 |                                 |                                 |                                 |                                 |                                 |                       |                       |                            |                            |                            |                            |                             |                             |                             |                             |                             |                             |                            |                            |                            |                            |                     |                     |  |  |  |  |
|                                  |                                  |                                  |                                  |                                  |                                  |                         |                         |                               |                               |                               |                               |                               |                               | Marco Annio Vero (console 97) | Marco Annio Vero (console 97) | Marco Annio Vero (console 97) | Marco Annio Vero (console 97) | Marco Annio Vero (console 97) | Marco Annio Vero (console 97) |                               |                               |                               |                               |                               |                               |                             |                             |                             |                             |                          |                          |                                |                                |                                |                                |                                |                                |                   |                   |                               |                               |                               |                               |                               |                               |                             |                             |                               |                               |                               |                               |                               |                               |                          |                          |                           |                           |                                 |                                 |                                 |                                 |                                 |                                 | C. Fuscus Salinator I | C. Fuscus Salinator I | C. Fuscus Salinator I      | C. Fuscus Salinator I      | C. Fuscus Salinator I      | C. Fuscus Salinator I      |                             |                             | Giulia Serviana Paulina     | Giulia Serviana Paulina     | Giulia Serviana Paulina     | Giulia Serviana Paulina     | Giulia Serviana Paulina    | Giulia Serviana Paulina    |                            |                            |                     |                     |  |  |  |  |
|                                  |                                  |                                  |                                  |                                  |                                  |                         |                         |                               |                               |                               |                               |                               |                               | Marco Annio Vero (console 97) | Marco Annio Vero (console 97) | Marco Annio Vero (console 97) | Marco Annio Vero (console 97) | Marco Annio Vero (console 97) | Marco Annio Vero (console 97) |                               |                               |                               |                               |                               |                               |                             |                             |                             |                             |                          |                          |                                |                                |                                |                                |                                |                                |                   |                   |                               |                               |                               |                               |                               |                               |                             |                             |                               |                               |                               |                               |                               |                               |                          |                          |                           |                           |                                 |                                 |                                 |                                 |                                 |                                 | C. Fuscus Salinator I | C. Fuscus Salinator I | C. Fuscus Salinator I      | C. Fuscus Salinator I      | C. Fuscus Salinator I      | C. Fuscus Salinator I      |                             |                             | Giulia Serviana Paulina     | Giulia Serviana Paulina     | Giulia Serviana Paulina     | Giulia Serviana Paulina     | Giulia Serviana Paulina    | Giulia Serviana Paulina    |                            |                            |                     |                     |  |  |  |  |
|                                  |                                  |                                  |                                  | Rupilia Faustina                 | Rupilia Faustina                 | Rupilia Faustina        | Rupilia Faustina        | Rupilia Faustina              | Rupilia Faustina              |                               |                               |                               |                               |                               |                               |                               |                               |                               |                               |                               |                               |                               |                               | Boionia Procilla              | Boionia Procilla              | Boionia Procilla            | Boionia Procilla            | Boionia Procilla            | Boionia Procilla            |                          |                          | Gneo Arrio Antonino            | Gneo Arrio Antonino            | Gneo Arrio Antonino            | Gneo Arrio Antonino            | Gneo Arrio Antonino            | Gneo Arrio Antonino            |                   |                   |                               |                               |                               |                               |                               |                               |                             |                             |                               |                               |                               |                               |                               |                               |                          |                          |                           |                           |                                 |                                 |                                 |                                 |                                 |                                 |                       |                       |                            |                            |                            |                            |                             |                             |                             |                             |                             |                             |                            |                            |                            |                            |                     |                     |  |  |  |  |
|                                  |                                  |                                  |                                  | Rupilia Faustina                 | Rupilia Faustina                 | Rupilia Faustina        | Rupilia Faustina        | Rupilia Faustina              | Rupilia Faustina              |                               |                               |                               |                               |                               |                               |                               |                               |                               |                               |                               |                               |                               |                               | Boionia Procilla              | Boionia Procilla              | Boionia Procilla            | Boionia Procilla            | Boionia Procilla            | Boionia Procilla            |                          |                          | Gneo Arrio Antonino            | Gneo Arrio Antonino            | Gneo Arrio Antonino            | Gneo Arrio Antonino            | Gneo Arrio Antonino            | Gneo Arrio Antonino            |                   |                   |                               |                               |                               |                               |                               |                               |                             |                             |                               |                               |                               |                               |                               |                               |                          |                          |                           |                           |                                 |                                 |                                 |                                 |                                 |                                 |                       |                       |                            |                            |                            |                            |                             |                             |                             |                             |                             |                             |                            |                            |                            |                            |                     |                     |  |  |  |  |
|                                  |                                  |                                  |                                  |                                  |                                  |                         |                         |                               |                               |                               |                               | L. Caesennius Paetus          | L. Caesennius Paetus          | L. Caesennius Paetus          | L. Caesennius Paetus          | L. Caesennius Paetus          | L. Caesennius Paetus          |                               |                               |                               |                               |                               |                               |                               |                               |                             |                             |                             |                             |                          |                          |                                |                                |                                |                                |                                |                                |                   |                   |                               |                               |                               |                               |                               |                               |                             |                             |                               |                               |                               |                               | L. Ceionius Commodus          | L. Ceionius Commodus          | L. Ceionius Commodus     | L. Ceionius Commodus     | L. Ceionius Commodus      | L. Ceionius Commodus      |                                 |                                 | Appia Severa                    | Appia Severa                    | Appia Severa                    | Appia Severa                    | Appia Severa          | Appia Severa          |                            |                            | C. Fuscus Salinator II     | C. Fuscus Salinator II     | C. Fuscus Salinator II      | C. Fuscus Salinator II      | C. Fuscus Salinator II      | C. Fuscus Salinator II      |                             |                             |                            |                            |                            |                            |                     |                     |  |  |  |  |
|                                  |                                  |                                  |                                  |                                  |                                  |                         |                         |                               |                               |                               |                               |                               | L. Caesennius Paetus          | L. Caesennius Paetus          | L. Caesennius Paetus          | L. Caesennius Paetus          | L. Caesennius Paetus          |                               |                               |                               |                               |                               |                               |                               |                               |                             |                             |                             |                             |                          |                          |                                |                                |                                |                                |                                |                                |                   |                   |                               |                               |                               |                               |                               |                               |                             |                             |                               |                               |                               |                               | L. Ceionius Commodus          | L. Ceionius Commodus          | L. Ceionius Commodus     | L. Ceionius Commodus     | L. Ceionius Commodus      | L. Ceionius Commodus      |                                 |                                 | Appia Severa                    | Appia Severa                    | Appia Severa                    | Appia Severa                    | Appia Severa          | Appia Severa          |                            |                            | C. Fuscus Salinator II     | C. Fuscus Salinator II     | C. Fuscus Salinator II      | C. Fuscus Salinator II      | C. Fuscus Salinator II      | C. Fuscus Salinator II      |                             |                             |                            |                            |                            |                            |                     |                     |  |  |  |  |
|                                  |                                  |                                  |                                  |                                  |                                  |                         |                         |                               |                               |                               |                               |                               |                               |                               |                               |                               |                               |                               |                               |                               |                               |                               |                               | Arria Antonia                 | Arria Antonia                 | Arria Antonia               | Arria Antonia               | Arria Antonia               | Arria Antonia               |                          |                          | Arria Fadilla                  | Arria Fadilla                  | Arria Fadilla                  | Arria Fadilla                  | Arria Fadilla                  | Arria Fadilla                  |                   |                   |                               |                               | Tito Aurelio Fulvo            | Tito Aurelio Fulvo            | Tito Aurelio Fulvo            | Tito Aurelio Fulvo            | Tito Aurelio Fulvo          | Tito Aurelio Fulvo          |                               |                               |                               |                               |                               |                               |                          |                          |                           |                           |                                 |                                 |                                 |                                 |                                 |                                 |                       |                       |                            |                            |                            |                            |                             |                             |                             |                             |                             |                             |                            |                            |                            |                            |                     |                     |  |  |  |  |
|                                  |                                  |                                  |                                  |                                  |                                  |                         |                         |                               |                               |                               |                               |                               |                               |                               |                               |                               |                               |                               |                               |                               |                               |                               |                               |                               | Arria Antonia                 | Arria Antonia               | Arria Antonia               | Arria Antonia               | Arria Antonia               |                          |                          | Arria Fadilla                  | Arria Fadilla                  | Arria Fadilla                  | Arria Fadilla                  | Arria Fadilla                  | Arria Fadilla                  |                   |                   |                               |                               | Tito Aurelio Fulvo            | Tito Aurelio Fulvo            | Tito Aurelio Fulvo            | Tito Aurelio Fulvo            | Tito Aurelio Fulvo          | Tito Aurelio Fulvo          |                               |                               |                               |                               |                               |                               |                          |                          |                           |                           |                                 |                                 |                                 |                                 |                                 |                                 |                       |                       |                            |                            |                            |                            |                             |                             |                             |                             |                             |                             |                            |                            |                            |                            |                     |                     |  |  |  |  |
|                                  |                                  |                                  |                                  |                                  |                                  |                         |                         |                               |                               |                               |                               |                               |                               |                               |                               | Lucio Cesennio Antonino       | Lucio Cesennio Antonino       | Lucio Cesennio Antonino       | Lucio Cesennio Antonino       | Lucio Cesennio Antonino       | Lucio Cesennio Antonino       |                               |                               |                               |                               |                             |                             |                             |                             |                          |                          |                                |                                |                                |                                |                                |                                |                   |                   |                               |                               |                               |                               |                               |                               |                             |                             |                               |                               |                               |                               | Lucio Commodo                 | Lucio Commodo                 | Lucio Commodo            | Lucio Commodo            | Lucio Commodo             | Lucio Commodo             |                                 |                                 | Fundania Plautia                | Fundania Plautia                | Fundania Plautia                | Fundania Plautia                | Fundania Plautia      | Fundania Plautia      |                            |                            | Ignota Plautia             | Ignota Plautia             | Ignota Plautia              | Ignota Plautia              | Ignota Plautia              | Ignota Plautia              |                             |                             | Gaio Avidio Nigrino        | Gaio Avidio Nigrino        | Gaio Avidio Nigrino        | Gaio Avidio Nigrino        | Gaio Avidio Nigrino | Gaio Avidio Nigrino |  |  |  |  |
|                                  |                                  |                                  |                                  |                                  |                                  |                         |                         |                               |                               |                               |                               |                               |                               |                               |                               | Lucio Cesennio Antonino       | Lucio Cesennio Antonino       | Lucio Cesennio Antonino       | Lucio Cesennio Antonino       | Lucio Cesennio Antonino       | Lucio Cesennio Antonino       |                               |                               |                               |                               |                             |                             |                             |                             |                          |                          |                                |                                |                                |                                |                                |                                |                   |                   |                               |                               |                               |                               |                               |                               |                             |                             |                               |                               |                               |                               | Lucio Commodo                 | Lucio Commodo                 | Lucio Commodo            | Lucio Commodo            | Lucio Commodo             | Lucio Commodo             |                                 |                                 | Fundania Plautia                | Fundania Plautia                | Fundania Plautia                | Fundania Plautia                | Fundania Plautia      | Fundania Plautia      |                            |                            | Ignota Plautia             | Ignota Plautia             | Ignota Plautia              | Ignota Plautia              | Ignota Plautia              | Ignota Plautia              |                             |                             | Gaio Avidio Nigrino        | Gaio Avidio Nigrino        | Gaio Avidio Nigrino        | Gaio Avidio Nigrino        | Gaio Avidio Nigrino | Gaio Avidio Nigrino |  |  |  |  |
|                                  |                                  |                                  |                                  |                                  |                                  |                         |                         |                               |                               |                               |                               |                               |                               |                               |                               |                               |                               |                               |                               |                               |                               |                               |                               |                               |                               |                             |                             |                             |                             |                          |                          |                                |                                |                                |                                |                                |                                |                   |                   |                               |                               |                               |                               | Antonino Pio (r. 138–161)     |                               |                             |                             |                               |                               |                               |                               |                               |                               |                          |                          |                           |                           |                                 |                                 |                                 |                                 |                                 |                                 |                       |                       |                            |                            |                            |                            |                             |                             |                             |                             |                             |                             |                            |                            |                            |                            |                     |                     |  |  |  |  |
|                                  |                                  |                                  |                                  |                                  |                                  |                         |                         |                               |                               |                               |                               |                               |                               |                               |                               |                               |                               |                               |                               |                               |                               |                               |                               |                               |                               |                             |                             |                             |                             |                          |                          |                                |                                |                                |                                |                                |                                |                   |                   |                               |                               |                               |                               |                               |                               |                             |                             |                               |                               |                               |                               |                               |                               |                          |                          |                           |                           |                                 |                                 |                                 |                                 |                                 |                                 |                       |                       |                            |                            |                            |                            |                             |                             |                             |                             |                             |                             |                            |                            |                            |                            |                     |                     |  |  |  |  |
| Marco Annio Vero (pretore)       | Marco Annio Vero (pretore)       | Marco Annio Vero (pretore)       | Marco Annio Vero (pretore)       | Marco Annio Vero (pretore)       | Marco Annio Vero (pretore)       |                         |                         | Domizia Lucilla               | Domizia Lucilla               | Domizia Lucilla               | Domizia Lucilla               | Domizia Lucilla               | Domizia Lucilla               |                               |                               |                               |                               |                               |                               | Fundania                      | Fundania                      | Fundania                      | Fundania                      | Fundania                      | Fundania                      |                             |                             | Marco Annio Libone          | Marco Annio Libone          | Marco Annio Libone       | Marco Annio Libone       | Marco Annio Libone             | Marco Annio Libone             |                                |                                | Faustina maggiore              | Faustina maggiore              | Faustina maggiore | Faustina maggiore | Faustina maggiore             | Faustina maggiore             |                               |                               |                               |                               |                             |                             |                               |                               |                               |                               |                               |                               |                          |                          | Lucio Elio Cesare         | Lucio Elio Cesare         | Lucio Elio Cesare               | Lucio Elio Cesare               | Lucio Elio Cesare               | Lucio Elio Cesare               |                                 |                                 |                       |                       |                            |                            |                            |                            |                             |                             | Avidia Plauzia              | Avidia Plauzia              | Avidia Plauzia              | Avidia Plauzia              | Avidia Plauzia             | Avidia Plauzia             |                            |                            |                     |                     |  |  |  |  |
| Marco Annio Vero (pretore)       | Marco Annio Vero (pretore)       | Marco Annio Vero (pretore)       | Marco Annio Vero (pretore)       | Marco Annio Vero (pretore)       | Marco Annio Vero (pretore)       |                         |                         | Domizia Lucilla               | Domizia Lucilla               | Domizia Lucilla               | Domizia Lucilla               | Domizia Lucilla               | Domizia Lucilla               |                               |                               |                               |                               |                               |                               | Fundania                      | Fundania                      | Fundania                      | Fundania                      | Fundania                      | Fundania                      |                             |                             |                             | Marco Annio Libone          | Marco Annio Libone       | Marco Annio Libone       | Marco Annio Libone             | Marco Annio Libone             |                                |                                | Faustina maggiore              | Faustina maggiore              | Faustina maggiore | Faustina maggiore | Faustina maggiore             | Faustina maggiore             |                               |                               |                               |                               |                             |                             |                               |                               |                               |                               |                               |                               |                          |                          | Lucio Elio Cesare         | Lucio Elio Cesare         | Lucio Elio Cesare               | Lucio Elio Cesare               | Lucio Elio Cesare               | Lucio Elio Cesare               |                                 |                                 |                       |                       |                            |                            |                            |                            |                             |                             | Avidia Plauzia              | Avidia Plauzia              | Avidia Plauzia              | Avidia Plauzia              | Avidia Plauzia             | Avidia Plauzia             |                            |                            |                     |                     |  |  |  |  |
|                                  |                                  |                                  |                                  |                                  |                                  |                         |                         |                               |                               |                               |                               |                               |                               |                               |                               |                               |                               |                               |                               |                               |                               |                               |                               |                               |                               |                             |                             |                             |                             |                          |                          |                                |                                |                                |                                |                                |                                |                   |                   |                               |                               |                               |                               |                               |                               |                             |                             |                               |                               |                               |                               |                               |                               |                          |                          |                           |                           |                                 |                                 |                                 |                                 |                                 |                                 |                       |                       |                            |                            |                            |                            |                             |                             |                             |                             |                             |                             |                            |                            |                            |                            |                     |                     |  |  |  |  |
|                                  |                                  |                                  |                                  |                                  |                                  |                         |                         |                               |                               |                               |                               |                               |                               |                               |                               |                               |                               |                               |                               |                               |                               |                               |                               |                               |                               |                             |                             |                             |                             |                          |                          |                                |                                |                                |                                |                                |                                |                   |                   |                               |                               |                               |                               |                               |                               |                             |                             |                               |                               |                               |                               |                               |                               |                          |                          |                           |                           |                                 |                                 |                                 |                                 |                                 |                                 |                       |                       |                            |                            |                            |                            |                             |                             |                             |                             |                             |                             |                            |                            |                            |                            |                     |                     |  |  |  |  |
| Cornificia                       | Cornificia                       | Cornificia                       | Cornificia                       | Cornificia                       | Cornificia                       |                         |                         | Marco Aurelio (r. 161–180)    | Marco Aurelio (r. 161–180)    | Marco Aurelio (r. 161–180)    | Marco Aurelio (r. 161–180)    | Marco Aurelio (r. 161–180)    | Marco Aurelio (r. 161–180)    |                               |                               |                               |                               | Faustina minore               | Faustina minore               | Faustina minore               | Faustina minore               | Faustina minore               | Faustina minore               |                               |                               | Gaio Cassio Avidio          | Gaio Cassio Avidio          | Gaio Cassio Avidio          | Gaio Cassio Avidio          | Gaio Cassio Avidio       | Gaio Cassio Avidio       |                                |                                |                                |                                | Aurelia Fadilla                | Aurelia Fadilla                | Aurelia Fadilla   | Aurelia Fadilla   | Aurelia Fadilla               | Aurelia Fadilla               |                               |                               | Lucio Vero (r. 161–169) (1)   | Lucio Vero (r. 161–169) (1)   | Lucio Vero (r. 161–169) (1) | Lucio Vero (r. 161–169) (1) | Lucio Vero (r. 161–169) (1)   | Lucio Vero (r. 161–169) (1)   |                               |                               | Ceionia Fabia                 | Ceionia Fabia                 | Ceionia Fabia            | Ceionia Fabia            | Ceionia Fabia             | Ceionia Fabia             |                                 |                                 | Plauzio Quintillo               | Plauzio Quintillo               | Plauzio Quintillo               | Plauzio Quintillo               | Plauzio Quintillo     | Plauzio Quintillo     |                            |                            | Quinto Servilio Pudente    | Quinto Servilio Pudente    | Quinto Servilio Pudente     | Quinto Servilio Pudente     | Quinto Servilio Pudente     | Quinto Servilio Pudente     |                             |                             | Ceionia Plauzia            | Ceionia Plauzia            | Ceionia Plauzia            | Ceionia Plauzia            | Ceionia Plauzia     | Ceionia Plauzia     |  |  |  |  |
| Cornificia                       | Cornificia                       | Cornificia                       | Cornificia                       | Cornificia                       | Cornificia                       |                         |                         | Marco Aurelio (r. 161–180)    | Marco Aurelio (r. 161–180)    | Marco Aurelio (r. 161–180)    | Marco Aurelio (r. 161–180)    | Marco Aurelio (r. 161–180)    | Marco Aurelio (r. 161–180)    |                               |                               |                               |                               | Faustina minore               | Faustina minore               | Faustina minore               | Faustina minore               | Faustina minore               | Faustina minore               |                               |                               | Gaio Cassio Avidio          | Gaio Cassio Avidio          | Gaio Cassio Avidio          | Gaio Cassio Avidio          | Gaio Cassio Avidio       | Gaio Cassio Avidio       |                                |                                |                                |                                | Aurelia Fadilla                | Aurelia Fadilla                | Aurelia Fadilla   | Aurelia Fadilla   | Aurelia Fadilla               | Aurelia Fadilla               |                               |                               | Lucio Vero (r. 161–169) (1)   | Lucio Vero (r. 161–169) (1)   | Lucio Vero (r. 161–169) (1) | Lucio Vero (r. 161–169) (1) | Lucio Vero (r. 161–169) (1)   | Lucio Vero (r. 161–169) (1)   |                               |                               | Ceionia Fabia                 | Ceionia Fabia                 | Ceionia Fabia            | Ceionia Fabia            | Ceionia Fabia             | Ceionia Fabia             |                                 |                                 | Plauzio Quintillo               | Plauzio Quintillo               | Plauzio Quintillo               | Plauzio Quintillo               | Plauzio Quintillo     | Plauzio Quintillo     |                            |                            | Quinto Servilio Pudente    | Quinto Servilio Pudente    | Quinto Servilio Pudente     | Quinto Servilio Pudente     | Quinto Servilio Pudente     | Quinto Servilio Pudente     |                             |                             | Ceionia Plauzia            | Ceionia Plauzia            | Ceionia Plauzia            | Ceionia Plauzia            | Ceionia Plauzia     | Ceionia Plauzia     |  |  |  |  |
|                                  |                                  |                                  |                                  |                                  |                                  |                         |                         |                               |                               |                               |                               |                               |                               |                               |                               |                               |                               |                               |                               |                               |                               |                               |                               |                               |                               |                             |                             |                             |                             |                          |                          |                                |                                |                                |                                |                                |                                |                   |                   |                               |                               |                               |                               |                               |                               |                             |                             |                               |                               |                               |                               |                               |                               |                          |                          |                           |                           |                                 |                                 |                                 |                                 |                                 |                                 |                       |                       |                            |                            |                            |                            |                             |                             |                             |                             |                             |                             |                            |                            |                            |                            |                     |                     |  |  |  |  |
|                                  |                                  |                                  |                                  |                                  |                                  |                         |                         |                               |                               |                               |                               |                               |                               |                               |                               |                               |                               |                               |                               |                               |                               |                               |                               |                               |                               |                             |                             |                             |                             |                          |                          |                                |                                |                                |                                |                                |                                |                   |                   |                               |                               |                               |                               |                               |                               |                             |                             |                               |                               |                               |                               |                               |                               |                          |                          |                           |                           |                                 |                                 |                                 |                                 |                                 |                                 |                       |                       |                            |                            |                            |                            |                             |                             |                             |                             |                             |                             |                            |                            |                            |                            |                     |                     |  |  |  |  |
| Annia Cornificia Faustina minore | Annia Cornificia Faustina minore | Annia Cornificia Faustina minore | Annia Cornificia Faustina minore | Annia Cornificia Faustina minore | Annia Cornificia Faustina minore |                         |                         | Marco Petronio Sura Mamertino | Marco Petronio Sura Mamertino | Marco Petronio Sura Mamertino | Marco Petronio Sura Mamertino | Marco Petronio Sura Mamertino | Marco Petronio Sura Mamertino |                               |                               | Commodo (r. 177–192)          | Commodo (r. 177–192)          | Commodo (r. 177–192)          | Commodo (r. 177–192)          | Commodo (r. 177–192)          | Commodo (r. 177–192)          |                               |                               | Fadilla                       | Fadilla                       | Fadilla                     | Fadilla                     | Fadilla                     | Fadilla                     |                          |                          | Marco Annio Vero Cesare        | Marco Annio Vero Cesare        | Marco Annio Vero Cesare        | Marco Annio Vero Cesare        | Marco Annio Vero Cesare        | Marco Annio Vero Cesare        |                   |                   | Tiberio Claudio Pompeiano (2) | Tiberio Claudio Pompeiano (2) | Tiberio Claudio Pompeiano (2) | Tiberio Claudio Pompeiano (2) | Tiberio Claudio Pompeiano (2) | Tiberio Claudio Pompeiano (2) |                             |                             | Annia Aurelia Galeria Lucilla | Annia Aurelia Galeria Lucilla | Annia Aurelia Galeria Lucilla | Annia Aurelia Galeria Lucilla | Annia Aurelia Galeria Lucilla | Annia Aurelia Galeria Lucilla |                          |                          |                           |                           | Marco Peduceo Plauzio Quintillo | Marco Peduceo Plauzio Quintillo | Marco Peduceo Plauzio Quintillo | Marco Peduceo Plauzio Quintillo | Marco Peduceo Plauzio Quintillo | Marco Peduceo Plauzio Quintillo |                       |                       | Giunio Licinio Balbo padre | Giunio Licinio Balbo padre | Giunio Licinio Balbo padre | Giunio Licinio Balbo padre | Giunio Licinio Balbo padre  | Giunio Licinio Balbo padre  |                             |                             | Servilia Ceionia            | Servilia Ceionia            | Servilia Ceionia           | Servilia Ceionia           | Servilia Ceionia           | Servilia Ceionia           |                     |                     |  |  |  |  |
| Annia Cornificia Faustina minore | Annia Cornificia Faustina minore | Annia Cornificia Faustina minore | Annia Cornificia Faustina minore | Annia Cornificia Faustina minore | Annia Cornificia Faustina minore |                         |                         | Marco Petronio Sura Mamertino | Marco Petronio Sura Mamertino | Marco Petronio Sura Mamertino | Marco Petronio Sura Mamertino | Marco Petronio Sura Mamertino | Marco Petronio Sura Mamertino |                               |                               |                               | Commodo (r. 177–192)          | Commodo (r. 177–192)          | Commodo (r. 177–192)          | Commodo (r. 177–192)          | Commodo (r. 177–192)          |                               |                               | Fadilla                       | Fadilla                       | Fadilla                     | Fadilla                     | Fadilla                     | Fadilla                     |                          |                          | Marco Annio Vero Cesare        | Marco Annio Vero Cesare        | Marco Annio Vero Cesare        | Marco Annio Vero Cesare        | Marco Annio Vero Cesare        | Marco Annio Vero Cesare        |                   |                   | Tiberio Claudio Pompeiano (2) | Tiberio Claudio Pompeiano (2) | Tiberio Claudio Pompeiano (2) | Tiberio Claudio Pompeiano (2) | Tiberio Claudio Pompeiano (2) | Tiberio Claudio Pompeiano (2) |                             |                             | Annia Aurelia Galeria Lucilla | Annia Aurelia Galeria Lucilla | Annia Aurelia Galeria Lucilla | Annia Aurelia Galeria Lucilla | Annia Aurelia Galeria Lucilla | Annia Aurelia Galeria Lucilla |                          |                          |                           |                           | Marco Peduceo Plauzio Quintillo | Marco Peduceo Plauzio Quintillo | Marco Peduceo Plauzio Quintillo | Marco Peduceo Plauzio Quintillo | Marco Peduceo Plauzio Quintillo | Marco Peduceo Plauzio Quintillo |                       |                       | Giunio Licinio Balbo padre | Giunio Licinio Balbo padre | Giunio Licinio Balbo padre | Giunio Licinio Balbo padre | Giunio Licinio Balbo padre  | Giunio Licinio Balbo padre  |                             |                             | Servilia Ceionia            | Servilia Ceionia            | Servilia Ceionia           | Servilia Ceionia           | Servilia Ceionia           | Servilia Ceionia           |                     |                     |  |  |  |  |
|                                  |                                  |                                  |                                  |                                  |                                  |                         |                         |                               |                               |                               |                               |                               |                               |                               |                               |                               |                               |                               |                               |                               |                               |                               |                               |                               |                               |                             |                             |                             |                             |                          |                          |                                |                                |                                |                                |                                |                                |                   |                   |                               |                               |                               |                               |                               |                               |                             |                             |                               |                               |                               |                               |                               |                               |                          |                          |                           |                           |                                 |                                 |                                 |                                 |                                 |                                 |                       |                       |                            |                            |                            |                            |                             |                             |                             |                             |                             |                             |                            |                            |                            |                            |                     |                     |  |  |  |  |
|                                  |                                  |                                  |                                  |                                  |                                  |                         |                         |                               |                               |                               |                               |                               |                               |                               |                               |                               |                               |                               |                               |                               |                               |                               |                               |                               |                               |                             |                             |                             |                             |                          |                          |                                |                                |                                |                                |                                |                                |                   |                   |                               |                               |                               |                               |                               |                               |                             |                             |                               |                               |                               |                               |                               |                               |                          |                          |                           |                           |                                 |                                 |                                 |                                 |                                 |                                 |                       |                       |                            |                            |                            |                            |                             |                             |                             |                             |                             |                             |                            |                            |                            |                            |                     |                     |  |  |  |  |
|                                  |                                  |                                  |                                  | Petronio Antonino                | Petronio Antonino                | Petronio Antonino       | Petronio Antonino       | Petronio Antonino             | Petronio Antonino             |                               |                               | L. Aurelius Agaclytus (2)     | L. Aurelius Agaclytus (2)     | L. Aurelius Agaclytus (2)     | L. Aurelius Agaclytus (2)     | L. Aurelius Agaclytus (2)     | L. Aurelius Agaclytus (2)     |                               |                               | Vibia Sabina Aurelia          | Vibia Sabina Aurelia          | Vibia Sabina Aurelia          | Vibia Sabina Aurelia          | Vibia Sabina Aurelia          | Vibia Sabina Aurelia          |                             |                             | Lucio Antistio Burro (1)    | Lucio Antistio Burro (1)    | Lucio Antistio Burro (1) | Lucio Antistio Burro (1) | Lucio Antistio Burro (1)       | Lucio Antistio Burro (1)       |                                |                                | Plauzio Quintillo              | Plauzio Quintillo              | Plauzio Quintillo | Plauzio Quintillo | Plauzio Quintillo             | Plauzio Quintillo             |                               |                               | Plauzia Servilla              | Plauzia Servilla              | Plauzia Servilla            | Plauzia Servilla            | Plauzia Servilla              | Plauzia Servilla              |                               |                               |                               |                               | Timesiteo                | Timesiteo                | Timesiteo                 | Timesiteo                 | Timesiteo                       | Timesiteo                       |                                 |                                 | Antonia Gordiana                | Antonia Gordiana                | Antonia Gordiana      | Antonia Gordiana      | Antonia Gordiana           | Antonia Gordiana           |                            |                            | Giunio Licinio Balbo figlio | Giunio Licinio Balbo figlio | Giunio Licinio Balbo figlio | Giunio Licinio Balbo figlio | Giunio Licinio Balbo figlio | Giunio Licinio Balbo figlio |                            |                            |                            |                            |                     |                     |  |  |  |  |
|                                  |                                  |                                  |                                  | Petronio Antonino                | Petronio Antonino                | Petronio Antonino       | Petronio Antonino       | Petronio Antonino             | Petronio Antonino             |                               |                               | L. Aurelius Agaclytus (2)     | L. Aurelius Agaclytus (2)     | L. Aurelius Agaclytus (2)     | L. Aurelius Agaclytus (2)     | L. Aurelius Agaclytus (2)     | L. Aurelius Agaclytus (2)     |                               |                               | Vibia Sabina Aurelia          | Vibia Sabina Aurelia          | Vibia Sabina Aurelia          | Vibia Sabina Aurelia          | Vibia Sabina Aurelia          | Vibia Sabina Aurelia          |                             |                             | Lucio Antistio Burro (1)    | Lucio Antistio Burro (1)    | Lucio Antistio Burro (1) | Lucio Antistio Burro (1) | Lucio Antistio Burro (1)       | Lucio Antistio Burro (1)       |                                |                                | Plauzio Quintillo              | Plauzio Quintillo              | Plauzio Quintillo | Plauzio Quintillo | Plauzio Quintillo             | Plauzio Quintillo             |                               |                               | Plauzia Servilla              | Plauzia Servilla              | Plauzia Servilla            | Plauzia Servilla            | Plauzia Servilla              | Plauzia Servilla              |                               |                               |                               |                               | Timesiteo                | Timesiteo                | Timesiteo                 | Timesiteo                 | Timesiteo                       | Timesiteo                       |                                 |                                 | Antonia Gordiana                | Antonia Gordiana                | Antonia Gordiana      | Antonia Gordiana      | Antonia Gordiana           | Antonia Gordiana           |                            |                            | Giunio Licinio Balbo figlio | Giunio Licinio Balbo figlio | Giunio Licinio Balbo figlio | Giunio Licinio Balbo figlio | Giunio Licinio Balbo figlio | Giunio Licinio Balbo figlio |                            |                            |                            |                            |                     |                     |  |  |  |  |
|                                  |                                  |                                  |                                  |                                  |                                  |                         |                         |                               |                               |                               |                               |                               |                               |                               |                               |                               |                               |                               |                               |                               |                               |                               |                               |                               |                               |                             |                             |                             |                             |                          |                          |                                |                                |                                |                                |                                |                                |                   |                   |                               |                               |                               |                               |                               |                               |                             |                             |                               |                               |                               |                               |                               |                               |                          |                          |                           |                           |                                 |                                 |                                 |                                 |                                 |                                 |                       |                       |                            |                            |                            |                            |                             |                             |                             |                             |                             |                             |                            |                            |                            |                            |                     |                     |  |  |  |  |
|                                  |                                  |                                  |                                  |                                  |                                  |                         |                         |                               |                               |                               |                               |                               |                               |                               |                               |                               |                               |                               |                               |                               |                               |                               |                               |                               |                               |                             |                             |                             |                             |                          |                          |                                |                                |                                |                                |                                |                                |                   |                   |                               |                               |                               |                               |                               |                               |                             |                             |                               |                               |                               |                               |                               |                               |                          |                          |                           |                           |                                 |                                 |                                 |                                 |                                 |                                 |                       |                       |                            |                            |                            |                            |                             |                             |                             |                             |                             |                             |                            |                            |                            |                            |                     |                     |  |  |  |  |
|                                  |                                  |                                  |                                  |                                  |                                  |                         |                         |                               |                               |                               |                               |                               |                               |                               |                               |                               |                               |                               |                               |                               |                               |                               |                               |                               |                               |                             |                             |                             |                             |                          |                          |                                |                                |                                |                                |                                |                                |                   |                   |                               |                               |                               |                               |                               |                               |                             |                             |                               |                               |                               |                               |                               |                               |                          |                          | Furia Sabina Tranquillina | Furia Sabina Tranquillina | Furia Sabina Tranquillina       | Furia Sabina Tranquillina       | Furia Sabina Tranquillina       | Furia Sabina Tranquillina       |                                 |                                 |                       |                       | Gordiano III (r. 238-244)  | Gordiano III (r. 238-244)  | Gordiano III (r. 238-244)  | Gordiano III (r. 238-244)  | Gordiano III (r. 238-244)   | Gordiano III (r. 238-244)   |                             |                             |                             |                             |                            |                            |                            |                            |                     |                     |  |  |  |  |
|                                  |                                  |                                  |                                  |                                  |                                  |                         |                         |                               |                               |                               |                               |                               |                               |                               |                               |                               |                               |                               |                               |                               |                               |                               |                               |                               |                               |                             |                             |                             |                             |                          |                          |                                |                                |                                |                                |                                |                                |                   |                   |                               |                               |                               |                               |                               |                               |                             |                             |                               |                               |                               |                               |                               |                               |                          |                          | Furia Sabina Tranquillina | Furia Sabina Tranquillina | Furia Sabina Tranquillina       | Furia Sabina Tranquillina       | Furia Sabina Tranquillina       | Furia Sabina Tranquillina       |                                 |                                 |                       |                       | Gordiano III (r. 238-244)  | Gordiano III (r. 238-244)  | Gordiano III (r. 238-244)  | Gordiano III (r. 238-244)  | Gordiano III (r. 238-244)   | Gordiano III (r. 238-244)   |                             |                             |                             |                             |                            |                            |                            |                            |                     |                     |  |  |  |  |